# Skepta
Skepta, właściwie Joseph Olaitan Adenuga Jr. (ur. 19 września 1982 w Tottenhamie w Londynie) – nigeryjski raper, autor tekstów, MC i producent muzyczny mieszkający w Wielkiej Brytanii. Jego bratem jest Jme. Prekursor gatunku grime.

## Kariera

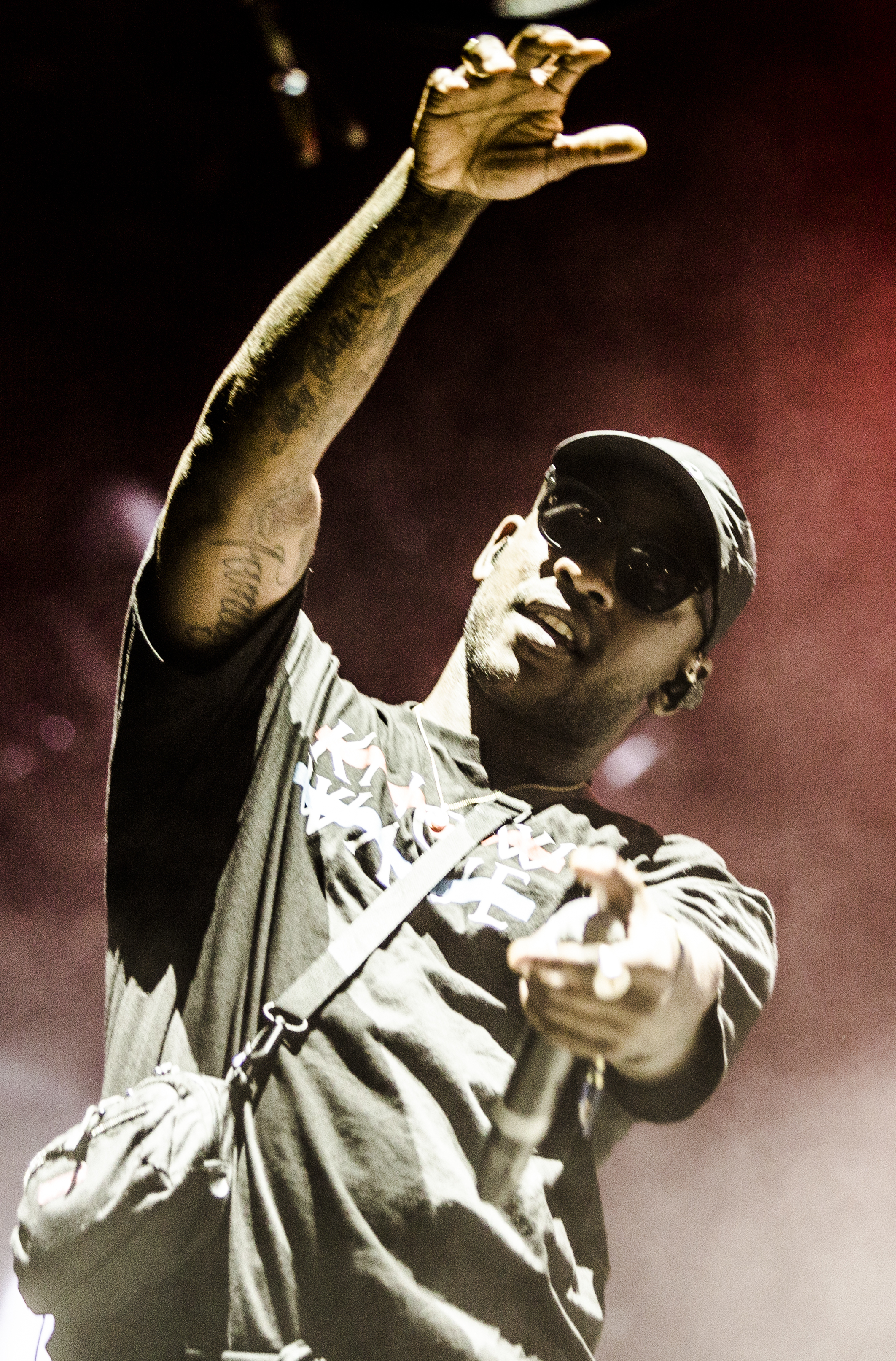

Skepta jest jednym z pionierów gatunku grime. Zaczynał swoją karierę jako DJ w grupie Meridian Crew. Następnie produkował utwory instrumentalne, z których najbardziej znane to "DTI" (wydany w 2003 roku) oraz "Private Caller" (2004). Po rozwiązaniu grupy Meridian Crew przez krótki okres był członkiem grupy Roll Deep. W 2005 roku założył wspólnie ze swoim bratem Jme oraz Wiley'em wytwórnię Boy Better Know oraz grupę o tej samej nazwie. Zasłynął pokonaniem Devilman'a w turnieju MC Lord Of The Mics w 2006 roku.
Skepta wydał swój debiutancki album studyjny o nazwie "Greatest Hits" w 2007 roku, a następnie album "Microphone Champion" w 2009 roku. Oba albumy zostały wydane niezależnie, we współzałożonej przez Skeptę wytwórni Boy Better Know, zanim w 2010 roku podpisał on kontrakt z wytwórnią All Around the World.
W tym samym roku Skepta osiągnął komercyjny sukces dzięki swojemu utworowi "Bad Boy", który zajął 26 miejsce na UK Singles Chart. Również tego samego roku jego utwór "Rescue Me" zajął 14 miejsce.
W 2014 Skepta wydał utwór "That's Not Me" nagrany ze swoim bratem Jme, z nadchodzącego albumu Konnichiwa. Utwór ten jest zerwaniem z komercyjną ścieżką kariery Skepty i powrotem do muzyki grime.
Skepta w 2015 roku kontynuuje powrót do swoich korzeni. W kwietniu tego roku wydał kolejny singiel z nadchodzącego albumu zatytułowany "Shutdown", który osiągnął na listach miejsce 18. Singiel został wydany w jego niezależnej wytwórni Boy Better Know, a on sam promuje swoją muzykę zarówno w mediach, jak i na "ulicy" – 30 kwietnia Skepta zorganizował w Londynie niezapowiedziany i nielegalny minikoncert (wideo) na parkingu w Hollywell Lane, który odbił się szerokim echem w mediach. Najnowszy utwór zyskał ogromną popularność, dzięki czemu sam Skepta oraz gatunek grime są coraz szerzej rozpoznawalne, również poza granicami Europy.
28 kwietnia 2019 roku zapowiedział swój nowy album, zatytułowany "Ignorance Is Bliss". 9 maja wydał dwa single promujące krążek: "Bullet From A Gun" i "Greaze Mode". Album światło dzienne ujrzał 31 maja 2019 roku.

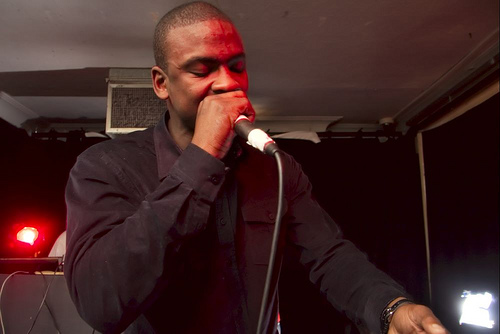
Skepta podczas koncertu w 2008 roku

## Dyskografia

### Albumy studyjne
| Tytuł               | Szczegóły albumu                                                                             | Pozycje | Pozycje |
| Tytuł               | Szczegóły albumu                                                                             | UK      | UK R&B  |
| ------------------- | -------------------------------------------------------------------------------------------- | ------- | ------- |
| Greatest Hits       | - Wydany: 17 września 2007 - Wytwórnia: Boy Better Know - Formaty: CD, Digital download      | —       | —       |
| Microphone Champion | - Wydany: 1 czerwca 2009 - Wytwórnia: Boy Better Know - Formaty: CD, Digital download        | —       | —       |
| Doin' It Again      | - Wydany: 31 stycznia 2011 - Wytwórnia: All Around the World - Formaty: CD, Digital download | 19      | 2       |
| Konnichiwa          | - Wydany: 6 maja 2016 - Wytwórnia: Boy Better Know - Formaty: CD, Digital download           | 2       | 1       |
| Ignorance Is Bliss  | - Wydany: 31 maja 2019 - Wytwórnia: Boy Better Know - Formaty: CD, Digital download          | 2       | —       |

### Mixtape
| Tytuł                     | Szczegóły Mixtape'a                                                                                                  | Pozycje | Pozycje |
| Tytuł                     | Szczegóły Mixtape'a                                                                                                  | UK      | UK DL   |
| ------------------------- | --- | ------- | ------- |
| AKA Joseph Junior Adenuga | - Wydany: 2006 - Wytwórnia: – - Formaty: CD                                                                          | —       | —       |
| Been There Done That      | - Wydany: 1 lutego 2010 - Wytwórnia: Boy Better Know - Formaty: Digital download                                     | —       | —       |
| Community Payback         | - Wydany: 19 kwietnia 2011 - Obsługiwana przez: DJ Whoo Kid - Wytwórnia: Boy Better Know - Formaty: Digital download | —       | —       |
| Blacklisted               | - Wydany: 2 grudnia 2012 - Wytwórnia: 3 Beat Records, All Around the World - Formaty: CD, Digital download           | 72      | 12      |

### EP
| Tytuł   | Szczegóły EP                                                                                | Pozycje | Pozycje |
| Tytuł   | Szczegóły EP                                                                                | UK      | UK DL   |
| ------- | ------------------------------------------------------------------------------------------- | ------- | ------- |
| Vicious | - Wydany: 31 października 2017 - Wytwórnia: Boy Better Know - Formaty: Digital Download     | —       | —       |
| All In  | - Wydany: 30 lipca 2021 - Wytwórnia: Boy Better Know - Formaty: Digital download, streaming | —       | —       |

### Wybrane utwory
| Tytuł                                   | Rok  | Pozycja | Pozycja | Album               |
| Tytuł                                   | Rok  | UK      | UK R&B  | Album               |
| --------------------------------------- | ---- | ------- | ------- | ------------------- |
| "Rolex Sweep"                           | 2008 | 86      | —       | Microphone Champion |
| "Sunglasses at Night"                   | 2009 | 64      | 17      | Microphone Champion |
| "Bad Boy"                               | 2010 | 26      | 8       | Doin' It Again      |
| "Rescue Me"                             | 2010 | 14      | 6       | Doin' It Again      |
| "Cross My Heart" (feat. Preeya Kalidas) | 2010 | 31      | 8       | Doin' It Again      |
| "So Alive" (feat. N-Dubz)               | 2011 | 99      | 26      | Doin' It Again      |
| "Amnesia"                               | 2011 | 164     | 3       | Doin' It Again      |
| "Hold On"                               | 2012 | 30      | 9       | The Honeymoon       |
| "Make Peace Not War"                    | 2012 | 29      | 8       | The Honeymoon       |
| "That's Not Me"                         | 2014 | 21      | —       | Konnchiwa           |
| "Shutdown"                              | 2015 | 18      | —       | Konnchiwa           |

### Inne utwory
| Tytuł                                                         | Rok  | Pozycja | Album                       |
| Tytuł                                                         | Rok  | UK      | Album                       |
| ------------------------------------------------------------- | ---- | ------- | --------------------------- |
| "Too Many Man" (z Boy Better Know)                            | 2009 | 79      | V.I.P & Microphone Champion |
| "Hospital" (JME feat. Shorty, Frisco, Skepta & Jammer)        | 2010 | —       | Blam!                       |
| "Get Busy" (Rude Kid feat. Skepta)                            | 2012 | —       | bd.                         |
| "Can You Hear Me? (Ayayaya)" (Wiley feat. Skepta, JME & Ms D) | 2012 | 3       | The Ascent                  |
| "High Street" (Blood Orange feat. Skepta)                     | 2014 | —       | Cupid Deluxe                |

Album Współtworzony
| Tytuł                           | Szczegóły                                                                               | Pozycje | Pozycje |
| Tytuł                           | Szczegóły                                                                               | UK      | UK DL   |
| ------------------------------- | --------------------------------------------------------------------------------------- | ------- | ------- |
| Insomnia(z Chip oraz Young Adz) | - Wydany: 27 marca 2020 - Wytwórnia: SKC M29 - Formaty: CD, Digital download, streaming | —       | —       |

### Remiksy
| Tytuł                              | Rok  |
| ---------------------------------- | ---- |
| "Hello Good Morning" (Grime Remix) | 2010 |